# Битва за Пелелиу
Би́тва за Пеле́лиу или Операция «Стэйлмэйт II» (англ. Operation Stalemate II, рус. Пат II) — военная операция войск США на тихоокеанском театре военных действий во время Второй мировой войны. Захват Пелелиу позволял американским войскам ликвидировать брешь между силами юго-западной и центральной частей Тихого океана и начать подготовку к высадке на Филиппинах и Окинаве. В то же время захват аэродрома на острове позволял защитить американские коммуникации в случае высадки на Филиппинах и снять угрозу над прямыми путями сообщения американской армии. Оценка военных показывала, что захват островов Пелелиу и Ангаур позволит обеспечить полное господство над островами Палау.
Генерал-майор Рупертус, руководитель операции, рассчитывал взять остров за несколько дней, однако его ожидания не оправдались. Американцы наткнулись на мощную линию обороны и яростное сопротивление японской армии, в результате чего боевые действия длились больше двух месяцев. В ходе операции, завершившейся победой США, американцы уничтожили 10 695 солдат и офицеров противника и взяли в плен около трёхсот человек. При этом их собственные потери составили свыше 6 тысяч ранеными и убитыми, таким образом, сделав захват Пелелиу одной из самых кровопролитных операций США в ходе сражений на Тихоокеанском театре военных действий Второй мировой войны.

## Военно-оперативная ситуация
После побед, одержанных американскими войсками в центральной и юго-западной частях Тихого океана, основные командующие сил США — генерал Дуглас Макартур и адмирал Честер Нимиц — не смогли договориться о дальнейших действиях на Тихоокеанском театре военных действий. Генерал Макартур, который в феврале 1942 оставил Филиппины со словами «Я вернусь!», считал, что нужно нанести первый удар по японским войскам на Филиппинах, потом захватить Окинаву и Тайвань, после чего организовать высадку американских войск в Китае. Адмирал Нимиц был сторонником другого хода развития кампании: не захватывать Филиппины, высадиться на Тайване и Окинаве, а в конце высадить десант на Кюсю. Чтобы примирить военачальников, президент США Франклин Рузвельт 27 июля 1944 отправился в Гонолулу выслушать все аргументы «за» и «против».
После сравнения планов было решено направить остриё наступления на Филиппины, а уже затем обратиться к Японским островам. Вместе с принятием этого плана было решено провести высадку американских войск на острове Пелелиу, расположенном в центре архипелага Палау: аэродром, расположенный на острове, позволял японцам нанести бомбовый удар по судам и сухопутным войскам союзников во время взятия Филиппин, тем самым потенциально ставя под угрозу успех всей операции. Одновременно, захват Пелелиу позволял американцам превратить остров в одну из передовых баз, необходимых для наступления на Филиппины.
Поскольку необходимость взятия Пелелиу была доказана, для участия в операции по высадке на Пелелиу было выделено две дивизии: 1-я дивизия морской пехоты (англ. 1st Marine Division) и 81-я пехотная дивизия (англ. 81st Infantry Division). Руководителем операции был назначен генерал-майор Уильям Рупертус, ранее выступавший заместителем Александра Вандегрифта во время Гуадалканальской кампании. В частности, Рупертус принимал непосредственное участие в командовании войсками во время битвы за Тулаги, Гавуту и Танамбого и бою у мыса Коли. После перевода Вандегрифта на должность командующего 1-го амфибийного корпуса, Рупертус возглавил 1-ю дивизию морской пехоты и командовал ей в бою за мыс Глостер.

## Подготовка к операции

### Япония

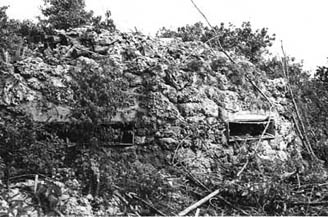
Пещера, переоборудованная в ДОТ

После потери японцами Соломоновых островов, островов Гилберта, Маршалловых и Марианских островов, командованием Императорской армии были собраны исследовательские группы, для выработки стратегии обороны островов. Новая стратегия исключала тактику обороны пляжа на ранних стадиях высадки, отдавая предпочтение созданию отдельных пунктов обороны, отказу от бесполезных «банзай-атак» с их заменой на более продуктивные контратаки, а также вовлечению противника в войну на истощение, чтобы заставить их вводить всё больше и больше ресурсов для поддержки десанта.
К лету 1944 острова Палау обороняло около 30 000 человек японской армии, из которых 11 000 были на Пелелиу. В это число входили 14-я пехотная дивизия — 5235 человек, а также окинавские и корейские рабочие. Командующий 14-й дивизией, генерал-лейтенант Садаэ Иноуэ, поручил подготовить оборону острова полковнику Кунио Накагаве, командиру усиленного 2-го пехотного полка 14-й дивизии, который решил сосредоточить силы внутри острова, используя природно-географические особенности местности.
Коралловые кряжи Пелелиу изобиловали пещерами различных размеров: от небольших (в несколько метров) до огромных (длиной в двести и более метров). Японцы усовершенствовали их и подготовили к обороне: проделали амбразуры, оборудовали освещение, вентиляцию, изготовили деревянные полы и ступени, оснастили телефонами и радио. Одна из пещер имела девять этажей и огромное количество входов, которые американцы при всём желании не могли замуровать. Некоторые пещеры закрывались железобетонными и даже бронированными дверьми.
Основная оборонительная линия острова находилась на горе Умурброгал, самой высокой точке острова, расположенной в его центре. Позиции на горе, позже «окрещённой» американцами как «кряж Кровавый Нос», обеспечивали контроль над большей частью острова, включая критически важный аэродром. Внутри горы было порядка 500 соединённых тоннелями известняковых пещер и шахт. Это обстоятельство значительно облегчило создание оборонительных позиций, на которых были установлены 81-мм орудия, 150-мм минометы, 20-мм пушки. Оборону поддерживали танковое отделение общей численностью менее 20 лёгких танков и отделение противовоздушной обороны. Все пещеры были соединены разветвлённой системой подземных ходов, которые позволяли осуществлять быструю переброску сил, а также отходить или занимать оборонительные позиции.
На полуострове в северной части Пелелиу находился коралловый мыс, в ходе операции получивший от американцев кодовое название — «Точка» (англ. The Point). Коралловая стена высотой в 9 метров позволяла вести наблюдение и обстрел пляжа, где ожидалась высадка американцев. С помощью взрывов японцы проделали отверстия для размещения 47-мм орудия и шести 20-мм пушек. Похожим образом было создано ещё несколько таких позиций вдоль трёхкилометрового пляжа.

### США

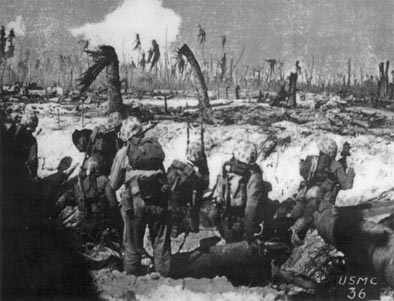
Морские пехотинцы США в бою за Пелелиу.

В отличие от японцев, которые кардинально пересмотрели свою тактику к предстоящему столкновению, план атаки США ничем не отличался от предыдущих высадок морского десанта, несмотря на тяжёлые потери в ходе боёв за Биак, когда американцы лишились более 3 000 солдат и офицеров. В 400 милях (600 км) к северо-западу от островов Палау была развёрнута разведывательная сеть из 9 подводных лодок с целью сбора сведений о глубине моря над подводными рифами во время различных фаз прилива и наличии проходов между рифами, панорамного фотографирования побережья и сбора других разведданных. Хотя японские приготовления тщательно маскировались, они были замечены во время проведения американскими войсками аэрофотосъёмки. Американцы установили, что японцы активно сооружали подводные заграждения. Начальник штаба адмирала Уилкинсона контр-адмирал П. Поуэлл просил выделить в его распоряжение специальный отряд, который мог бы разведать побережье. Направленная на разведку лодка была замечена японскими радиолокаторами, и в последующие дни за ней велась активная, но безуспешная, охота. По ночам, к берегу, на резиновой шлюпке отправлялась разведывательная группа из пяти боевых пловцов для сбора дополнительной информации, но охота за лодкой усилилась, и последующие две недели глубинные бомбы японцев заставляли экипаж оставаться под водой или делать снимки через перископ. 20 августа — во время разведки на берегу острова Яп — японцы захватили в плен трёх боевых пловцов. Пленники были отправлены на остров Пелелиу, и их дальнейшая судьба осталась неизвестной: они были признаны погибшими и посмертно награждены орденом «Серебряной звезды».
Американским командованием был разработан план, по которому войска должны были высадиться на близком к аэродрому юго-западном пляже, условно разбитом на два сектора: «Оранжевый пляж» и «Белый пляж». 1-й полк морской пехоты, под командованием полковника Льюиса Б. Пуллера, при поддержке 15 танков типа «Шерман» должен был высадиться на северном конце пляжа. 5-й полк морской пехоты, под командованием полковника Гарольда Д. Харриса, при поддержке 9 танков типа «Шерман» должен был высадиться в центре, а 7-й полк морской пехоты, под командованием полковника Германа Г. Ханнекена, при поддержке 6 танков типа «Шерман» — в южной части пляжа. После высадки пехотных войск планировалась высадка артиллерийского полка, которым стал 11-й полк морской пехоты. По плану, 1-й и 7-й полки должны были прорваться вглубь острова, охраняя левый и правый фланги 5-го полка, и взять аэродром, расположенный по центру от пляжа. 5-й полк морских пехотинцев должен был пробиться к восточному берегу, разделив остров пополам. Предполагалось, что 1-й полк морской пехоты будет атаковать север острова на пути к горе Умурброгал, в то время как 7-й полк морских пехотинцев будет очищать южную оконечность острова. В резерве был оставлен только 2-й батальон 81-й пехотной дивизии.
4 сентября 1-я дивизия морской пехоты погрузилась на LST и была отправлена из Павуву под Пелелиу.

## Ход операции

### Начало. Захват южной части острова

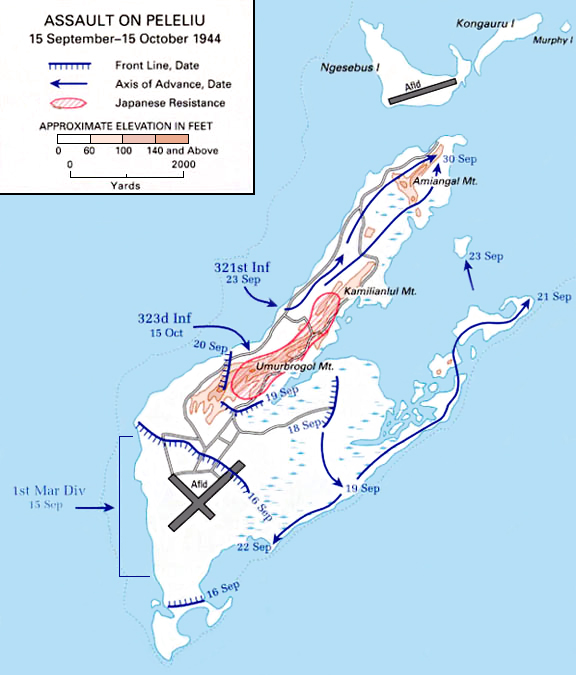
Карта битвы за Пелелиу

С 31 августа по 2 сентября американская палубная авиация атаковала японские позиции на Иводзиме и Титидзиме. Данная операция должна была заставить японцев гадать относительно места будущего десанта. Налёты американской палубной авиации смогли помешать японскому военно-морскому флоту и базировавшейся на Филиппинах авиации оказать помощь японским частям на Пелелиу, хотя по японскому плану «А» они должны были в любом случае её оказывать.
7 и 8 сентября более 100 самолётов США произвели авианалёт на острова Яп и Палау.
Помимо воздушных бомбардировок 10 сентября американцы обстреляли объекты на островах Пелелиу и Ангаур, выпустив более 1000 снарядов корабельной артиллерии. В обстреле острова участвовали линкоры «Пенсильвания», «Мэриленд», «Миссисипи», «Теннесси» и «Айдахо», тяжёлые крейсеры «Индианаполис», «Луисвилл», «Миннеаполис» и «Портленд», лёгкие крейсеры «Колумбия», «Кливленд», «Денвер» и «Гонолулу».
12 сентября американцы начали высаживать боевых пловцов для разрушения подводных заграждений путём подрыва. Им активно противодействовали японские снайперы и пулемётчики, которых, в свою очередь, давили пулемётные расчёты американских катеров и корабельная артиллерия. Впервые были испробованы и взяты на вооружение ласты. В тот же день эскадренный миноносец «Фуллхэм» врезался носом в корму быстроходного транспорта «Ноа». Переоборудованный устаревший эсминец типа «Клемсон», несмотря на отчаянные попытки экипажа спасти корабль, затонул. Потерь в личном составе не было, но затонуло большое количество взрывчатки и снаряжения. Японцы ожидали в этот день начало высадки десанта, но она началась только 15 сентября.
13 сентября американскими боевыми пловцами были проделаны доступы для разгрузки танкодесантных кораблей и барж и для сооружений понтонов.
В ночь перед высадкой десанта американцев боевые пловцы подорвали столбы с колючей проволокой на северном участке планируемой высадки. Также были установлены ориентиры для ведения артиллерийского огня. Опасаясь, что японцы, потревоженные взрывами накануне, попытаются перерезать отступающим пловцам путь к морю, был установлен опознавательный сигнал — помахивание куском детонирующего шнура. Тем не менее, очевидец тех событий заметил:

«Просто удивительно, сколько плавающих брёвен получило в ту ночь удары ножом».

15 сентября 1944 года началась операция по высадке американских войск на Пелелиу. Воздушную поддержку при высадке десанта обеспечивала группа эскортных авианосцев, которая затем была усилена двумя группами быстроходных авианосцев. Около 50 транспортов американцев приблизились к острову на 13 километров. Войска США были посажены в десантные суда и в 7 часов 30 минут суда подошли к берегу. К половине девятого утра американская морская пехота высадилась на берег под прикрытием дымовой завесы и при поддержке истребителей и бомбардировщиков. 1-й полк десантировался на «Белый пляж», в то время как силы 5-го и 7-го полков высадились на «Оранжевом пляже». Японцы, не отвечавшие на огонь корабельной артиллерии и игнорировавшие налёты авиации в течение предыдущих дней, дождались, пока американские войска немного продвинутся в глубь пляжа и открыли огонь по десантным средствам и личному составу противника. К 9.30 в результате контратак японцев было потоплено 60 десантных средств типа LVT и DUKW. 1-й полк морской пехоты оказался под шквальным огнём из японского укрепления «Точка», тогда как 7-й полк морской пехоты подвергся обстрелу из другого укрытия. Многие LVT были уничтожены в пути, и выжившим пехотинцам приходилось добираться до берега вплавь под обстрелом японских пулемётов. Многие солдаты потеряли свою амуницию. В свою очередь, расположение японских укреплений на флангах пляжа и внутри гор позволило им сохранить практически все позиции.
В ходе первого броска американцы понесли значительные потери. Все танки 1-го танкового батальона морской пехоты, которые двигались вдоль берега, были подбиты. 1-й полк, который застрял перед 9-и метровой стеной «Точки» понёс наибольшие потери в личном составе. Из воспоминаний участника событий:

Пункт высадки был сильно минирован и защищён дотами, врытыми в коралл, с крышами из железобетона, которые так хорошо сливались с местностью, что их можно было обнаружить, только наступив на них. В последующие броски солдаты переправлялись через риф среди обломков снаряжения и машин участников первого броска. На них ещё сыпались снаряды, и они несли потери, но всё же им удалось добраться до берега и усилить войска, цеплявшиеся за узкий захваченный плацдарм. К закату солнца они заняли рубеж около 3000 ярдов длиной со средней глубиной 500 ярдов.— Фредерик Шерман

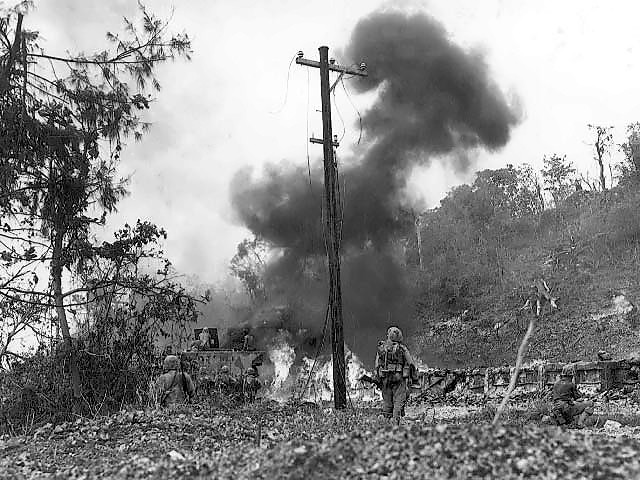
Огнемётчик выжигает растительность (прикрытие для японских солдат)

После полудня японские войска предприняли попытку контратаки при поддержке миномётов и танков. В контратаке участвовало танковое подразделение 14-й дивизии под командованием капитана Амано. В состав подразделения входили 17 танков «Ха-Го» (по другим сведениям, 15 танков «Ха-Го»). Американцы в большом количестве использовали ручные гранатомёты, 12,7-мм пулемёты, 37-мм противотанковые пушки, оставшиеся в строю три танка М4А2 «Шерман», а также огневую мощь кораблей флота. Бой закончился достаточно быстро. Японские танки были уничтожены, миномёты подавлены. В дальнейшем японские танки уже не играли существенной роли в сражении за остров Пелелиу.
В течение первой ночи японскими войсками была проведена серия контратак, однако успеха они не принесли. На вторые сутки операции 5-й полк морской пехоты захватил весь аэродром. На юге 7-й полк морской пехоты закончил продвижение к восточному побережью и к наступлению темноты захватил всю южную часть острова. Таким образом были выполнены несколько задач — захват и удержание плацдарма и захват аэродрома.
С 17 по 26 сентября сопротивление американцам в воздухе оказывал только один японский поплавковый гидросамолёт.
Рупертус считал, что японцы в скором времени будут разбиты, но он не знал про изменение в японской тактике. При высадке японскими снарядами были уничтожены все средства связи, и Рупертус не мог получать оперативные сведения с поля боя. Кроме того, незадолго до наступления он сломал ногу и не мог лично прибыть на берег. 16 сентября Рупертурс передал генералу Гейгеру, что Пелелиу будет захвачен в течение нескольких дней.
В американских войсках возникла нехватка воды. Её удалось решить путём подвоза воды в цистернах от бензина, но из-за того, некоторые цистерны были недостаточно хорошо вымыты, несколько десятков человек отравились. Всем американским солдатам были выданы таблетки галазон для обеззараживания воды.
На третий день операции американские войска начали использовать аэродром для бомбардировок укреплений на севере острова. На аэродром передислоцировались 11 морских авиагрупп. Широко использовался напалм. Он сжигал растительность и проникал в укрепления, уничтожая личный состав японской армии.
Чтобы устранить опасность с «Точки», полковник Пуллер приказал командиру 3-й роты 1-го полка морской пехоты, капитану Джорджу Ханту, атаковать эту позицию японских войск. Обойдя «Точку» с тыла, рота Ханта смогла захватить позицию, активно применяя дымовые, осколочные и винтовочные гранаты. После потери «Точки», солдаты Накагавы четырежды контратаковали. У американцев было крайне мало патронов и полностью отсутствовала питьевая вода. Вскоре морпехам пришлось идти врукопашную, чтобы отбить противника. К моменту прибытия подкреплений, от роты Ханта оставалось 18 человек, что составляло меньше 10 % начального личного состава.

### Второй этап: продвижение на север

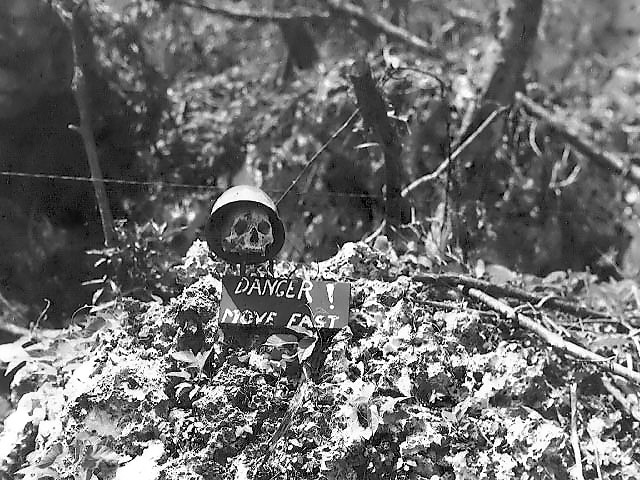
Череп и предупреждение о боевых действиях (пер. «Опасность! Двигайтесь быстрее»)

К 23 сентября наступающие части 1-й ДМП потеряли в боях убитыми и ранеными до 60 % личного состава. В то же время без боёв были заняты второстепенные по важности острова архипелага Улити и Ангаур, после чего высвобождавшиеся подразделения перебрасывались морским путём на о-в Палау. При поддержке подразделений Сухопутных войск (в том числе 321-го полка 81-й дивизии СВ США) бойцы 1-й ДМП приступили к окружению укрепрайона 15-го пехотного полка СВ Японии у гор Умурброгал.
Другие части американской армии продвинулись на север и вышли на побережье соединённого с о-вом Палау дамбой атолла Низебус, где находились крупная группировка дивизионной артиллерии 14-й дивизии СВ Японии и строящийся полевой аэродром ВМС. Командир 5-го полка КМП США, полковник Г. Харрис, предпочёл переходу наступающих подразделений по узкой дамбе под огнём противника десантирование с кораблей через пролив. Проведенная перед штурмом артподготовка оказалась весьма эффективной, и большинство закрытых позиций артиллерии 14-й дивизии было уничтожено, в результате чего подразделения 1-й ДМП смогли с ходу продвинуться вглубь острова.. В ходе захвата потери составили до 50 чел. (15 убитых и 33 раненых) со стороны наступающих подразделений, и до 450 чел. (440 погибших и 23 захваченных) в плен со стороны частей 14-й дивизии СВ Японии. Точное количество погибших бойцов 14-й дивизии и подразделений ВМС во время артподготовки неизвестно.
Захват атолла Низебус дал возможность оперативной группировке КМП и ВМС США контролировать ситуацию вокруг о-ва Палау. Японские части лишились возможности отступления в северном направлении и получать снабжение морскими путями со складов на соседних островах архипелага (о-ва Корор и Бабелдаоб). Части 14-й дивизии СВ и береговых войск ВМС Японии, дислоцированные на северных от Палау островах, дважды делали попытки усилить подразделения Накагавы путём отправки барж. И хотя около 600 человек добрались до Пелелиу, американской авиации удалось потопить сопровождающее судно, на котором перевозилась большая часть снаряжения. Одновременно с Низебусом 5-й полк морской пехоты взял небольшой соседний островок Конгауру, где находились несколько японских артиллерийских расчётов.

### Третий этап: штурм горы Умурброгал

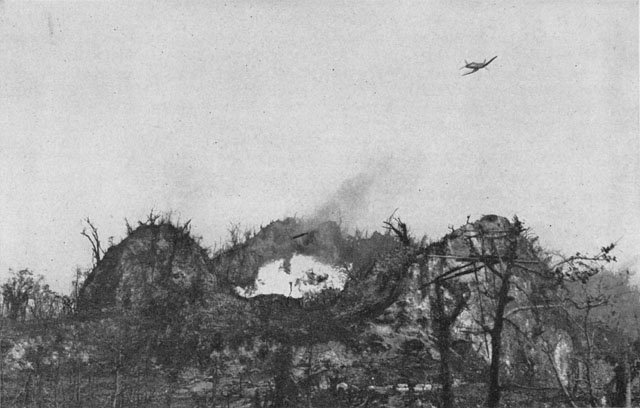
Самолёт атакует японский бункер напалмовыми бомбами

После захвата «Точки», морпехи 1-й дивизии выдвинулись к кряжу «Кровавый Нос», но мощнейшая линия обороны не позволяла им достигнуть значимого успеха. Из воспоминаний очевидца событий:

Крутые склоны этой возвышенности были утыканы странными остриями и спицами и покрыты, как сеткой, системой пещер. Противник использовал местность с дьявольской изобретательностью и создал такую сильно укрепленную позицию, какую американской морской пехоте до сих пор не приходилось брать. Среди лабиринта скал войска измеряли пройденное ими расстояние в ярдах и футах и продвигались там больше недели.
— Фредерик Шерман
Японцы строго держались выбранной тактики: открывать огонь только при возможности нанести максимально большое количество потерь. Японские снайперы выбивали американских санитаров, чтобы затруднить эвакуацию раненых с поля боя и тем самым отвлечь часть сил противника от самого боя. Вместо неээфективных «банзай-атак» японцы активно использовали тактику ночных налётов на окопы американских солдат. В ответ американцы начали делать двухместные окопы, где двое солдат могли дежурить поочерёдно.
После шести дней боёв за «Кровавый нос», генерал-майор Рой Гейгер — командир 3-го амфибийного корпуса, в состав которого входили 1-я дивизия морской пехоты и 81-я пехотная дивизия, — послал часть 81-й пехотной дивизии для поддержки 1-й дивизии морской пехоты, будучи поражённым количеством потерь и упрямством Рупертуса. Последний рассчитывал, что японцы вот-вот сломаются и из тщеславных побуждений хотел, чтобы высоту взяли морские пехотинцы. Прибывшие пополнения пехоты чередовали свои атаки с морскими пехотинцами, но точно так же несли большие потери. Укреплённые позиции и контратаки японцев неоднократно приводили к тому, что американцы, продвинувшись днём вперёд, ночью были вынуждены отступать на прежний рубеж.

### Окончание
2 октября адмирал Мива получил донесение, что возле Пелелиу японскими подводными лодками были потоплены два эсминца. На самом деле в этот день американские ВМС никаких потерь не понесли. На следующий день американский эскортный миноносец «Сэмюэл С. Майлс» атаковал японскую подводную лодку «I-177» и потопил её.
12 октября генерал-майор Гейгер объявил об окончании фазы захвата острова Пелелиу. Это заявление было встречено с протестом среди пехотинцев, которые находились на острове, так как ещё не были уничтожены оборонительные точки японцев на острове. Через три дня, вопреки желанию Рупертуса, Гейгер решил заменить 1-ю дивизию морской пехоты на 81-ю пехотную дивизию. 323-й пехотный полк сменил 5-й полк морпехов, в то время как 321-й пехотный занял позиции 7-го полка. К третьей неделе октября, почти все морские пехотинцы были эвакуированы обратно в Павуву. На протяжении следующих четырёх недель пехота продолжала выбивать противника с кряжа Умурброгал: одна за другой пали точки «Лысина», «Высота 100», «Пять братьев», «Пять сестёр» и «Китайская стена». Перед прочёсыванием той или иной позиции стрелковыми частями, артиллеристы устраивали обстрел территории.
24 ноября Накагава передал в штаб сообщение: «Наш меч сломан, а наши копья закончились». Разбив 56 человек на 17 групп с приказом продолжать сопротивление, Накагава торжественно сжёг знамя своей дивизии и совершил ритуальное самоубийство. Порядка 25 японских солдат были убиты той же ночью при попытке атаковать американские окопы.
27 ноября американцы объявили Пелелиу окончательно очищенным от врага. Несмотря на это, группа в количестве 33 человек под руководством лейтенанта Ямагути, продолжала скрываться в пещерах, периодически нападая на американские патрули. Группа сдалась только в марте 1947 года, после того как на остров прибыл японский адмирал, убедивший солдат в том, что война закончилась.

## Итоги

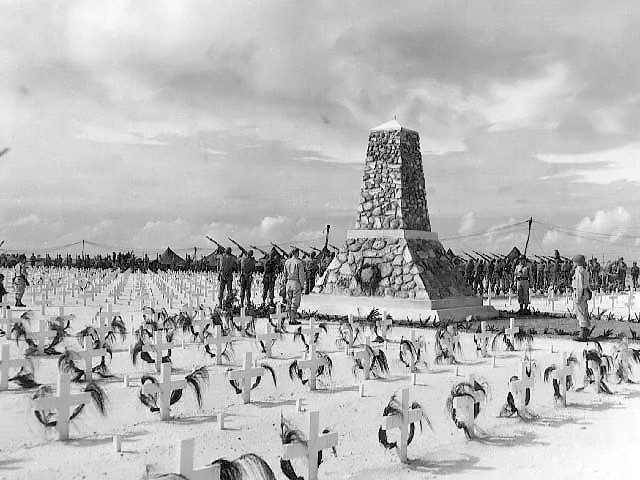
Последний залп над могилами солдат, погибших в битве за Пелелиу, во время церемонии памяти на кладбище Вооружённых сил США. 27 декабря 1944

Битва за Пелелиу считается одним из самых трудных и кровавых сражений с участием вооруженных сил США на Тихоокеанском театре военных действий. За десять недель потери американцев, по разным данным, составили от 7675 до 9615 человек, из которых от 1460 до 1656 были убиты, причём подавляющее большинство — в первый день высадки. 1-я дивизия морской пехоты потеряла более половины личного состава и оставалась на пополнении вплоть до вторжения на Окинаву. Так же есть данные, что вооружённые силы США потеряли 2336 человек убитыми и 8450 раненными.
Захват Пелелиу полностью снял угрозу налётов японской авиации на американские войска в регионе, что позволило оказать поддержку войскам Макартура во время взятия Лейте и готовиться к высадке на Филиппины. Атолл Улити был впоследствии использован для вторжения на остров Окинава. Также захват Пелелиу отрезал от подкреплений около 40 тысяч бойцов противника, дислоцировавшихся на островах Яп, Бабелдаоб и Каролинских островах, в связи с чем американцы отменили запланированные десанты на эти острова. Японские войска на Бугенвиле, Новой Гвинее, Новой Британии, восточных и центральных островах Каролинского архипелага продолжали удерживать и контролировать районы своей дислокации, и при необходимости оказывали самое жёсткое сопротивление американским войскам. Однако эти гарнизоны находились в полной изоляции и никак не могли помешать использовать аэродром на Пелелиу, поэтому в основном на них не обращали внимания до конца войны.
Опыт использования фортификационных сооружений, которые были на Пелелиу, был успешно перенят японцами и был использован в ходе битвы за Иводзиму. В свою очередь 1-я дивизия морской пехоты значительно улучшила навыки штурма пещер, что весьма пригодилось бойцам во время битвы за Окинаву.

## Награды

### США
За участие в битве за Пелилиу восемь морских пехотинцев были награждены Медалью Почёта — высшей военной наградой США. Пятеро были награждены посмертно (обозначены †).
| Имя               | Оригинал имени          | Звание                 | Подразделение                          | Возраст на момент битвы | Краткое описание подвига                                          | Прим. |
| ----------------- | ----------------------- | ---------------------- | -------------------------------------- | ----------------------- | ----------------------------------------------------------------- | ----- |
| Льюис К. Бозелл   | англ. Lewis K. Bausell  | Капрал                 | 1-й батальон 5-го полка морской пехоты | 20 лет                  | спас сослуживцев, накрыв собой гранату                            | †     |
| Артур Дж. Джексон | англ. Arthur J. Jackson | Рядовой первого класса | 3-й батальон 7-го пехотного полка      | 20 лет                  | лично уничтожил 12 бункеров и ДОТов и убил до 50 вражеских солдат |       |
| Ричард Э. Краус   | англ. Richard E. Kraus  | Рядовой первого класса | 8-й амфибио-тракторный батальон        | 18 лет                  | спас сослуживцев, накрыв собой гранату                            | †     |
| Джон Д. Нью       | англ. John D. New       | Рядовой первого класса | 2-й батальон 7-го пехотного полка      | 20 лет                  | спас сослуживцев, накрыв собой гранату                            | †     |
| Уэсли Фелпс       | англ. Wesley Phelps     | Рядовой первого класса | 3-й батальон 7-го пехотного полка      | 21 год                  | спас сослуживцев, накрыв собой гранату                            | †     |
| Эверетт П. Поуп   | англ. Everett P. Pope   | Капитан                | 1-й батальон 1-го пехотного полка      | 25 лет                  | руководил взятием и удержанием «Высоты 154»                       |       |
| Чарльз Х. Роан    | англ. Charles H. Roan   | Рядовой первого класса | 2-й батальон 7-го пехотного полка      | 21 год                  | спас сослуживцев, накрыв собой гранату                            | †     |
| Карлтон Р. Роу    | англ. Carlton R. Rouh   | Старший лейтенант      | 1-й батальон 5-го пехотного полка      | 25 лет                  | спас сослуживцев, накрыв собой гранату                            |       |

### Япония
За отвагу, проявленную на Пелелиу, полковник Накагава был посмертно произведён в генерал-лейтенанты.

## Память
- На горе Умурброгал силами 323-го полка 81-й пехотной дивизии был установлен памятник морским пехотинцам, погибшим в битве за Пелелиу[43].
- Именами Ричарда Е. Крауса и Чарльза Х. Роана были названы эскадренные миноносцы.
- Поле боя на Пелелиу в 1985 году было включено в Национальный реестр исторических мест США.

## В массовой культуре
- В игре Call of Duty: World at War, в четырёх миссиях игрок участвует в боях за Пелелиу[44].
- В телесериале «Тихий океан» в 5, 6 и 7 сериях показывают бои за Пелелиу[45].

## Комментарии
1. ↑  Совершил ритуальное самоубийство.
2. ↑  Из общего числа пленных только 19 были действующими солдатами японской армии. Подавляющее большинство составляли корейские и окинавские рабочие.
3. ↑  Находились под командованием Макартура.
4. ↑  Находились под командованием Нимица.
5. ↑  По принципу пчелиных сот.
6. ↑  Пловцы принимали брёвна за подкрадывающихся японцев.
7. ↑  После боя все танки были уничтожены, и подсчитать точное количество японских танков невозможно
8. ↑  Силами около 90 человек взял «Высоту 154», отбив несколько ночных контратак значительно превосходящего по численности противника. В условиях недостатка боеприпасов бойцы кидали во врага подворачивавшимися под руку предметами и сражались врукопашную. Наутро, оставшиеся в живых девять человек, включая Поупа, отступили по приказу командования